# Соломон Кейн (фільм)
«Соломон Кейн» (англ. Solomon Kane) — французько-британсько-чеський темнофентезійний  епічний бойовик 2009 р. режисера Майкла Дж. Бассета на основі журнального персонажа, створеного в 1928 р. Робертом Говардом. У головній ролі — Джеймс Пюрфой. Попри придбання прав у 1997 р., знімання не починали до січня 2008 р. У фільмі є історія походження для персонажа Кейна і лінія, щоб бути першою з трилогії. Зав'язка сюжету у наступному: Кейну необхідно викупити свою душу через спасіння, рятуючи дівчину-пуританку, що стало б початком його життя як супротивника диявольских сил. Фільм підготовлений консорціумом французьких, чеських і британських компаній, здебільшого знятий у Чехії. Уперше показаний в 2009 р. на кінофестивалі в Торонто.

## Сюжет
Соломон Кейн — солдат XVI століття, який усвідомив, що жорстокі і нелюдські вчинки прокляли його душу. Соломон клянеться не здійснювати гріхи, але настали темні часи. Розбійники зустрічають на дорозі Соломона, які потім побили його і відібрали все, що в нього було. Після цього він зустрів сім'ю, яка прихистила його, мандруючи до Нового світу. Проте незабаром на цю сім'ю нападають убивці, Соломону доводиться битися.
Розбійники, одержимі демонами, убили батька та його сина, забрали з собою дівчину. Соломон поклявся батькові, що поверне її до матері. У пошуках він натрапляє на церкву, де зустрічає схибленого священика, який годує людьми своїх демонів. Йому вдається втекти від них, відразу після цього він зустрічає грабіжників, які напали на нього на самому початку фільму, та вбиває їх всіх. Один з них каже, що дівчину нібито вбили, Соломон втрачає голову, йому більше не хочеться жити.
Далі він вирушає в таверну, де зустрічає свою минулу команду, вони йому пропонують знищити темні сили. На цю таверну нападають вороги, які вішають на дерев'яний хрест Соломона. Раптом він бачить дівчину, далі Кейну допомагає його команда. Він негайно вирушає до замку з метою знищити все зло. Після перемоги Соломон розуміє своє призначення: він борець з нечистою силою.

## Ролі
- Джеймс Пюрфой — Соломон Кейн
- Макс фон Сюдов — Йосія Кейн
- Рейчел Херд-Вуд — Мередіт Кротерн
- Маккензі Крук — батько Михайло
- Піт Постлетвейт — Вільям Кротерн
- Ян Вайт — Жнець Диявола
- Аліса Кріге — Кетрін Кротерн
- Бен Стіл — Флетчер
- Джейсон Флемінг — Малахія
- Семюел Рукін — Маркус Кейн
- Рорі Макканн — Макнесс

## Виробництво
Фільм знятий за мотивами однойменного фантастико-пригодницького циклу оповідань Роберта Говарда.
Хоча права на фільм були надані в 1997 році, одинадцять років минуло до початку зйомок.
Другий спільний проєкт Роберта Е. Говарда і Макса фон Сюдова, першим стала роль короля Осріка в «Конані-Варварі» (1982). Цікаво, що в обох фільмах фон Сюдов грає батька дитини, яка перебуває у прихильності до головного лиходія фільму.
Режисер Майкл Дж. Бассетт і продюсери мали намір зробити ще два фільми про Соломона Кейна для завершення запланованої трилогії: події першого відбувалися би, перш за все, в Африці, а другого — хоча б частково — в колоніальній Північній Америці.

### Зйомки
Знімання тривало дванадцять тижнів.
Щоб підготуватися до ролі Соломона Кейна, Джеймс Пюрфой прочитав весь твір Роберта Е. Говарда, а також широко вивчав спосіб життя та звички пуритан.
Однією з непередбачених проблем, з якими зіткнулася знімальна команда під час знімання нічних подій в Чехії, було постійне полювання сов.
Під час знімання Джеймс Пюрфой випадково отримав глибокий розріз на лобі. Через деякі вимоги ці шви довелося прибрати цифровими методами. Також Джеймс був поранений у коліно.
Пальто, яке носить Філіп Вінчестер, те саме, яке носив Шон Коннері в х/ф Робін Гуд: Принц злодіїв (1991). Обидва фільми поділяють одного дизайнера костюмів — Джона Блумфілда.

### Кастинг
У 2001 році оголосили, що Крістофера Ламберта запросили на роль Кейна, і він тривалий час був серйозним кандидатом.
Брата Мередіт у виконанні Рейчел Херд-Вуд у фільмі грає її справжній брат у житті — Патрік Херд-Вуд.
Одна з останніх ролей Піта Постлетвейта перед його смертю 2 січня 2011 року.
Режисер Майкл Дж. Бассет відібрав Макса фон Сюдова, як батька Кейна, бо вважав, що якщо б цей фільм був знятий у 60-х або 70-х роках, фон Сюдов був би ідеальним елементом для частини Соломона Кейна. Фільм фон Сюдова «Сьома печать» (1957) також була незначним натхненням для цього фільму.

### Алюзії
Коли Кейн каже, що він плавав з адміралом Дрейком, він говорить про вірш «Одна чорна пляма» (англ. The One Black Stain) творця Роберта Е. Говарда. В оригінальній поемі Кейн виступає проти страти Дрейком сера Томаса Дауті в 1578 році в Патагонії, Південній Америці. Саме тому Кейн підсумовує: «Це не закінчилося добре».

### Неточності
Дівчину, яку збирається врятувати Кейн, звуть «Мередіт». Це валлійське прізвище, але, коли воно використовувалося, як ім'я (часто саме по батькові), то давалося чоловікам. Жіночим ім'ям воно стало майже через 300 років після сюжету цього фільму, та й то, здебільшого, тільки в США.
У фільмі показані кораблі під прапором British Union Jack з написом North Africa: 1600 (укр. Північна Африка: 1600). Проте перший варіант Union Jack не використовувався до 1606 року. А сучасна версія прапора не з'являлася раніше 1801-го.
Коли Соломон Кейн зустрічається з сім'єю Кроуторн, батько показує Кейну медальйон з фотографіями його дружини та дочки. Фотографії не були винайдені на той час. Логічніше, якби ці фотографії були портретами, оскільки вони виглядали так само, як персонажі фільму.
Корабель, який показаний навпроти спаленого міста на початку фільму, належить до типу, який з'явився набагато пізніше. Загалом він характерний для кораблів дев'ятнадцьотого століття або навіть ще пізніше.

## Реліз
Світова прем'єра Соломона Кейна відбулася 16 вересня 2009 року на міжнародному кінофестивалі в Торонто. Фільм представлений у 2009 році в Сан-Дієго на Comic Con, де Бассет і Пюрфой взяли участь. Вийшов у Франції 23 грудня 2009 р. і в Іспанії — 1 січня 2010 р.
Театральний реліз у Сполученому Королівстві відбувся 19 лютого 2010 р.; на своєму першому тижні фільм стартував з сьомого місця у Великій Британії в першій десятці з загальною сумою 611 886 фунтів в 259 кінотеатрах.
Відповідно до блога Бассетта, широкомасштабний випуск фільму в країнах Північної Америки був затриманий через юридичні причини. Фільм вийшов 28 вересня 2012 року в Північній Америці.

## Сприйняття
Фільм отримав змішано-позитивні відгуки. Оцінка на сайті IMDb — 6,1/10. Rotten Tomatoes повідомляє про 66% позитивний рейтинг, де середня оцінка — 5,9/10.